# Balogunyom
Balogunyom (em croata: Balogujamba) é um município da Hungria, situado no condado de Vas. Tem 12,12 km² de área e sua população em 2015 foi estimada em 1.106 habitantes.